# Saint-Rémy-de-Chaudes-Aigues
Saint-Rémy-de-Chaudes-Aigues ist eine französische Gemeinde  mit 121 Einwohnern (Stand: 1. Januar 2022) im Département Cantal in der Region Auvergne-Rhône-Alpes. Sie gehört zum Kanton Neuvéglise-sur-Truyère und zum Arrondissement Saint-Flour.

## Lage
Das Gemeindegebiet gehört zum Regionalen Naturpark Aubrac.
Nachbargemeinden sind Jabrun und Deux-Verges im Nordwesten, Anterrieux im Norden, Chauchailles im Nordosten, Brion im Osten, Grandvals im Südosten und La Trinitat im Südwesten.

## Bevölkerungsentwicklung
| Jahr                       | 1962 | 1968 | 1975 | 1982 | 1990 | 1999 | 2008 | 2015 |
| -------------------------- | ---- | ---- | ---- | ---- | ---- | ---- | ---- | ---- |
| Einwohner                  | 219  | 180  | 153  | 142  | 132  | 118  | 117  | 116  |
| Quellen: Cassini und INSEE |      |      |      |      |      |      |      |      |

## Sehenswürdigkeiten
- Kirche Saint-Rémi in Teilen aus dem 12. Jahrhundert, Monument historique[1]

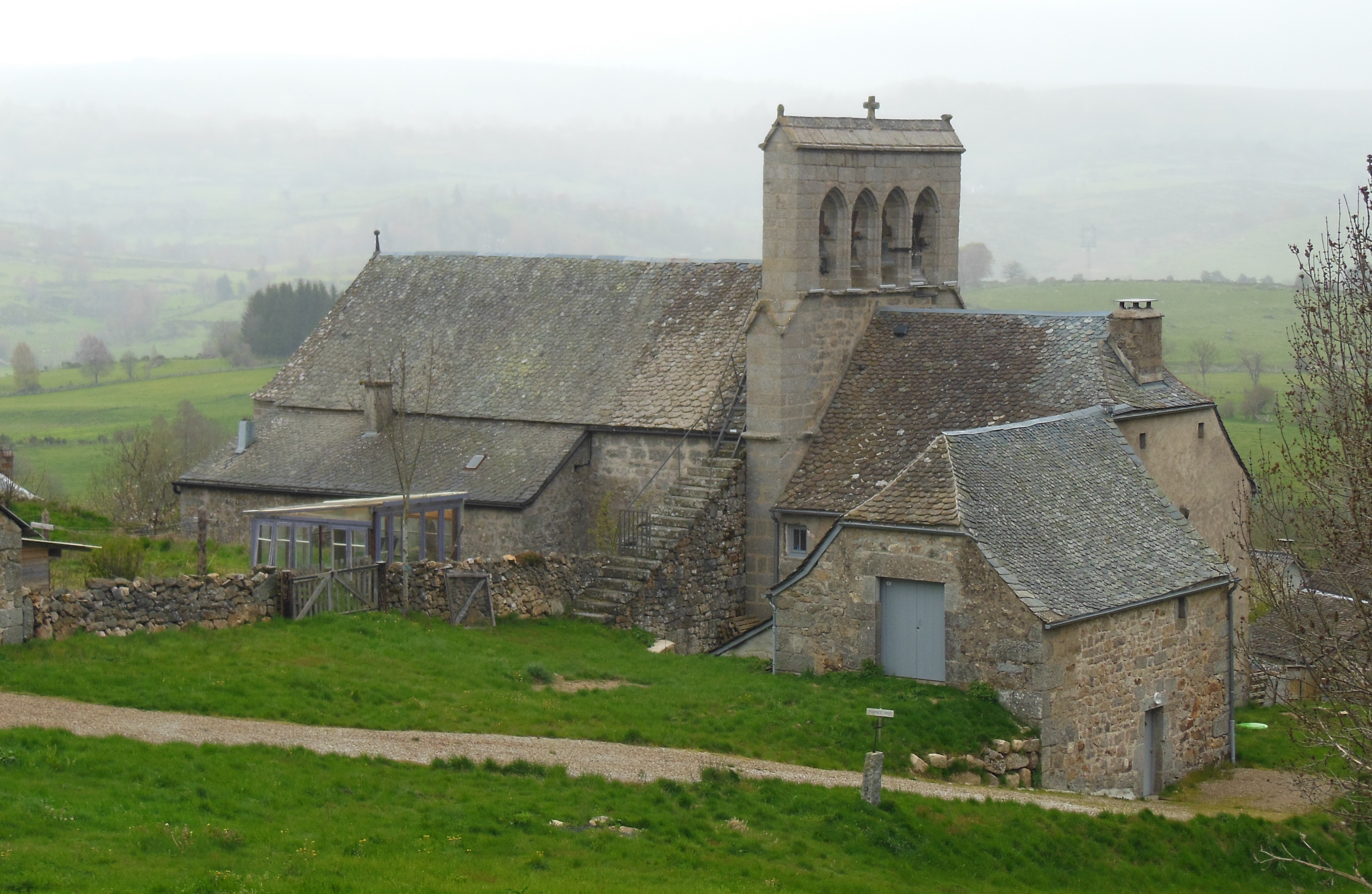
Kirche Saint-Rémi